# Anne de Montmorency
Anne de Montmorency (Chantilly, 15 marzo 1493 – Parigi, 12 novembre 1567) fu esponente del casato di Montmorency le cui origini risalgono al X secolo.
Fu duca e pari di Francia, maresciallo di Francia, gran maestro di Francia e connestabile di Francia ed emulo del Baiardo. Egli stesso fu figura simbolo del rinascimento francese, e fu amico intimo dei re francesi Francesco I ed Enrico II.

## Biografia

### Giovinezza
Figlio di Guillaume de Montmorency (circa 1453 – 1531), generale delle finanze e governatore di numerosi castelli reali, e di Anna Pot, Anne fu figlioccio della regina di Francia e duchessa di Bretagna Anna, dalla quale prese il nome. Fu cresciuto presso il castello di Amboise insieme al futuro re di Francia Francesco I.
Nel 1514 sua sorella Louise de Montmorency sposò Gaspard I de Coligny, il cui figlio Gaspard II de Coligny fu ammiraglio di Francia, mentre l'altro figlio Odet fu cardinale, ed ancora François fu un personaggio di spicco della sua epoca. Gaspard II ebbe una figlia, Louise, che sposerà Guglielmo il Taciturno d'Olanda.
Intrapresa la carriera militare, nel 1512 a soli 19 anni prese parte alla Battaglia di Ravenna (11 aprile 1512), accompagnando Luigi XII nella sua prima spedizione in Italia.

### Matrimonio
Anne sposò nel 1526 Maddalena di Savoia (1510 – 1586), figlia di Renato di Savoia e di Anna Lascaris di Tenda, e da lei ebbe dodici figli.

### Carriera politica e militare

#### Governo di Francesco I

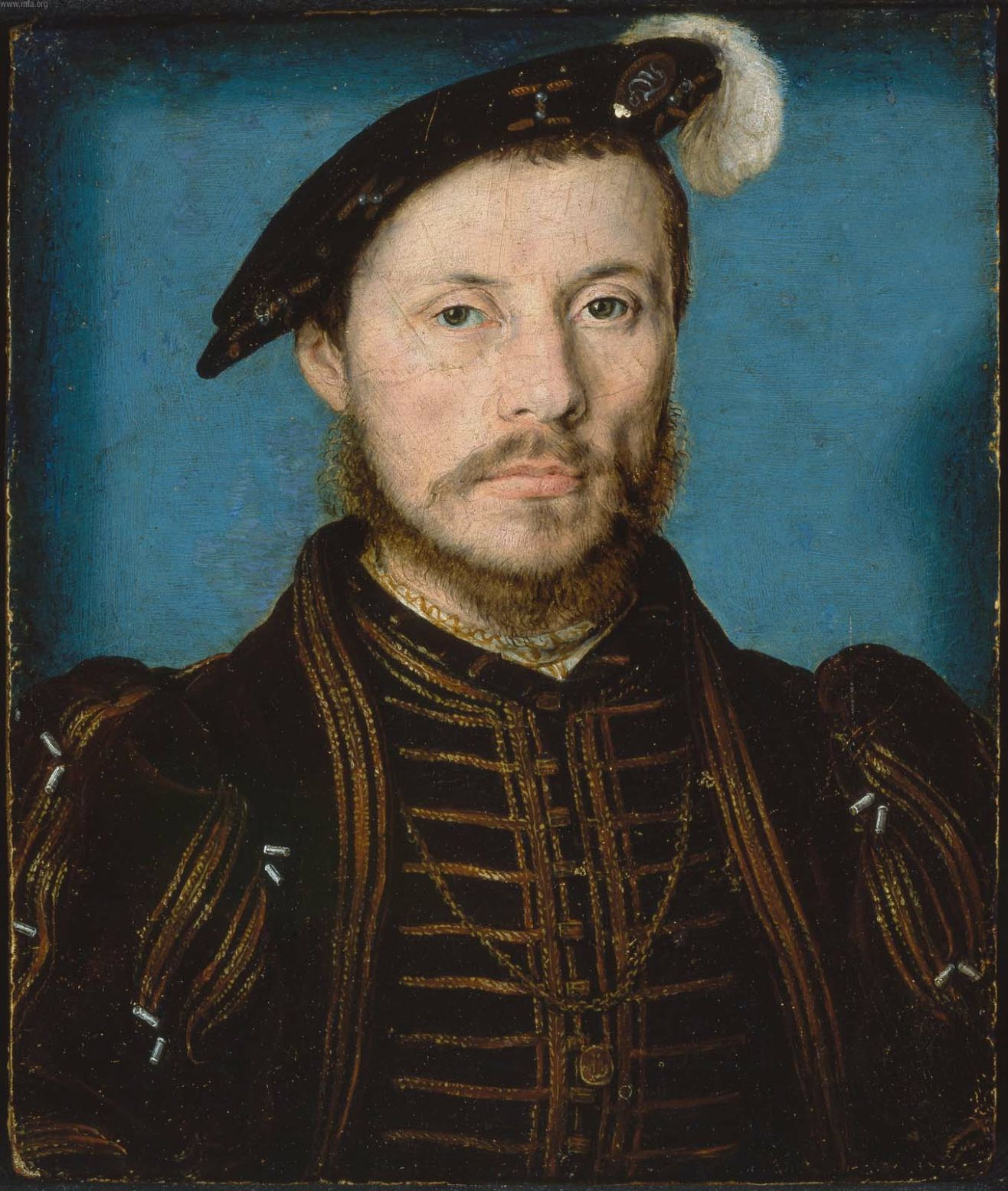
Anne de Montmorency ritratto da Corneille de Lyon nel 1533/1536.

Una volta salito al trono Francesco I, divenne uno dei principali personaggi per influenza nella corte francese e pertanto seguì il sovrano nella sua nuova campagna in Italia, prendendo parte alla battaglia di Marignano (13 - 14 settembre 1515). Montmorency venne nominato comandante della Bastiglia nel 1516 e divenne poi governatore di Novara (1522). Nel 1518 fu uno degli ostaggi inviati in Inghilterra da Francesco I per dare assicurazione dei suoi debiti presso Enrico VIII per la città di Tournai. Tornò in Francia e presenziò ad una inutile conferenza di pace tra Francia e Sacro Romano Impero nel maggio del 1519. L'anno successivo presenziò al Campo del Drappo d'Oro e successivamente venne incaricato di negoziati diplomatici con l'Inghilterra quando le relazioni tra i due paesi iniziavano a peggiorare.
Si mise tuttavia in luce nella difesa di Mézières (1521, oggi Charleville-Mézières), che diresse con Pierre Terrail de Bayard, e nella battaglia della Bicocca (27 aprile 1522), grazie alle quali ricevette il bastone di maresciallo di Francia. Catturato presso Pavia con Francesco I (14 febbraio 1525), venne liberato dietro pagamento di un riscatto e fu il negoziatore del trattato di Madrid (14 gennaio 1526), che pose fine alla prima guerra di Francesco I contro Carlo V.
Nel 1536, Francesco I invase il Ducato di Savoia contro il parere del Montmorency, manifestando delle pretese sul ducato, ma anche nella speranza di avanzare nuovamente verso Milano per riconquistarla a Carlo V. La risposta degli imperiali non tardò a farsi sentire ma l'efficacia della sua difesa della Provenza nel 1536 contro le truppe dell'imperatore gli valse nel 1538 il titolo di connestabile. Montmorency aveva tra l'altro da poco raggiunto il re di Francia in Piccardia alla fine della campagna nei Paesi Bassi e da lì aveva marciato verso Torino. Nel 1537 aveva guidato le truppe francesi all'attacco dell'Artois ed alla presa di diverse città.
Grazie al credito acquisito presso Francesco I prese contatti di pace a Nizza con il papa Paolo III e ad Aigues-Mortes con Carlo V. Tuttavia ciò avvenne secondo una politica di rappacificazione che invece Francesco I aveva deciso di rigettare e quindi nel 1541 cadde in disgrazia.

#### Regno di Enrico II

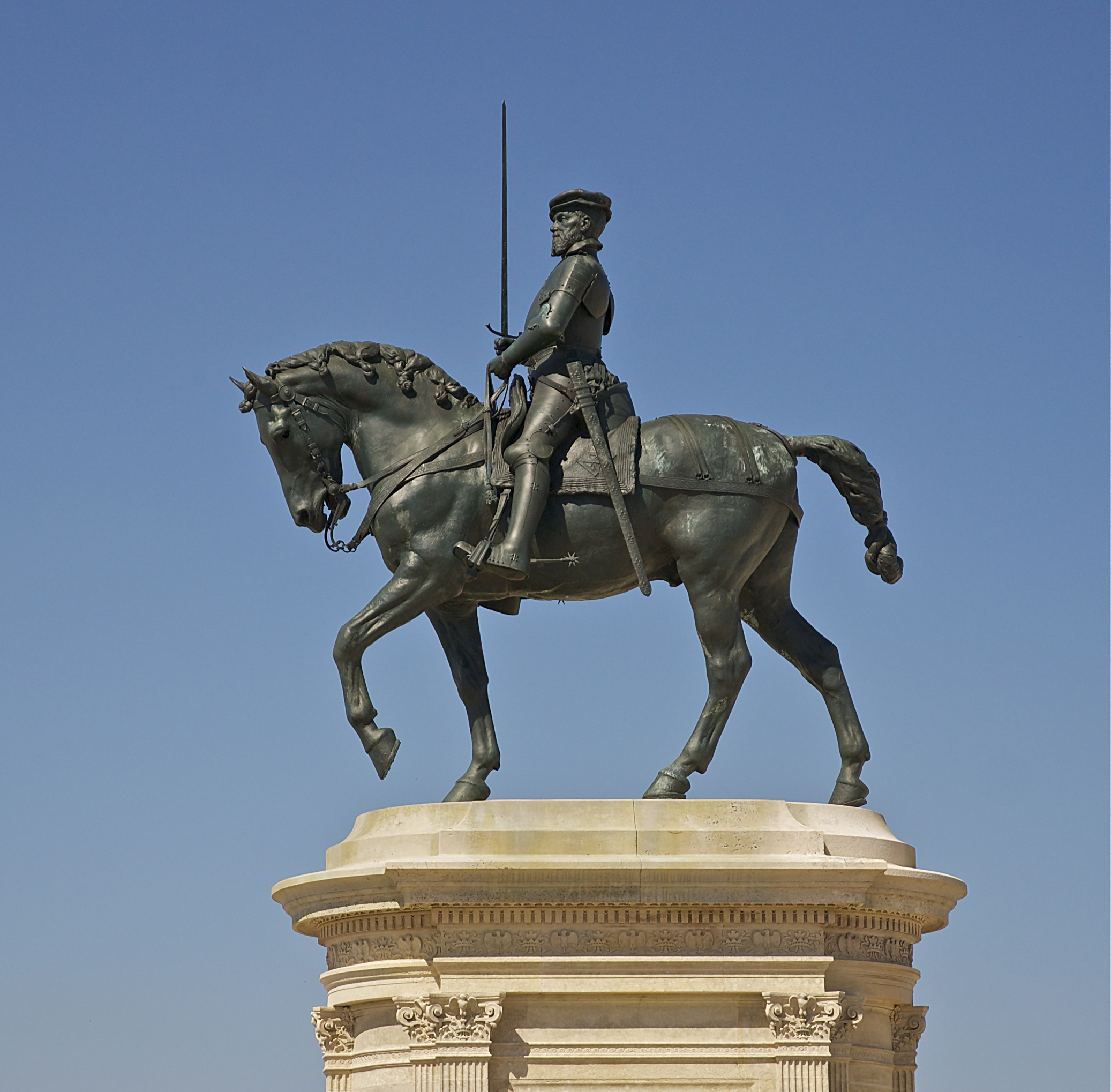
Statua di Anne de Montmorency al castello di Chantilly

L'ascesa al trono nel marzo del 1547 di Enrico II, che lo definiva "il mio compagno", gli rese i favori regali, che dovette tuttavia condividere con i Guisa. Nel 1551 fu creato duca e pari di Francia.
Represse duramente la rivolta di Bordeaux ma non poté impedire che i Guisa provocassero una rottura con la Spagna, sia con Carlo V sia con il suo successore sul trono iberico Filippo II. Durante il primo conflitto occupò Metz ma fu successivamente sconfitto e preso prigioniero a San Quintino (10 agosto 1557). Liberato, contribuì notevolmente alla conclusione della pace di Cateau-Cambrésis (2/3 aprile 1559).

#### Regno di Francesco II
Il nuovo ruolo dei Guisa che lo soppiantarono nel favore del nuovo monarca, il quindicenne Francesco II, fece sì che egli venisse trattato con indifferenza a corte. Montmorency venne costretto a consegnare il titolo di Gran Maestro di Francia al duca di Guisa, ma a suo figlio venne riconosciuto il titolo di maresciallo di Francia come "indennità". Deluso ed amareggiato si ritirò per qualche tempo nei propri possedimenti.

#### Guerre di religione in Francia
All'ascesa di Carlo IX nel 1560, Montmorency tornò in auge a corte ma per breve tempo in quanto i protestanti Borbone iniziarono ad avere influenza sul nuovo sovrano, il cattolico Montmorency lasciò i propri incarichi.
Durante le guerre di religione, nell'aprile del 1561, formò una specie di triumvirato con il duca di Guisa e con Saint-André. Catturato nel corso della battaglia di Dreux (1562), si rappacificò con il nipote ugonotto Gaspard di Coligny, contribuendo alla firma dell'editto di Amboise (1563).

### Morte

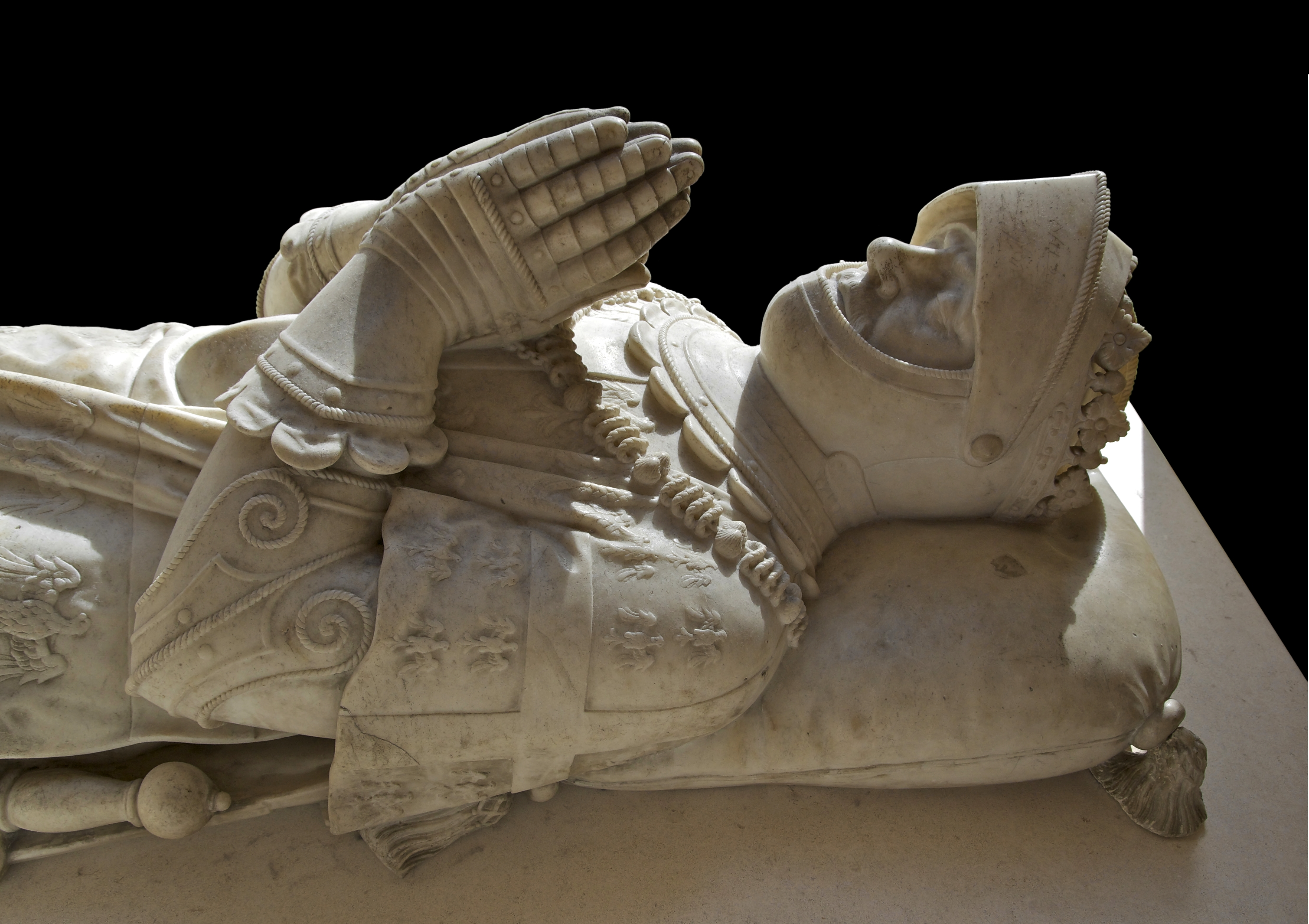
La tomba di Anne de Montmorency, oggi al Louvre

Diresse successivamente l'assedio di Le Havre contro gli inglesi ma si rifiutò di intervenire nei Paesi Bassi. Morì durante la battaglia di Saint-Denis (10 novembre 1567).

## Ricco e mecenate
Anne de Montmorency divenne uno dei più ricchi nobili di Francia: arrivò a possedere fino a 600 feudi. Ereditò dalla madre il castello di La Rochepot nella Côte d'Or. Egli amava le arti e protesse gli architetti Bernard Palissy e Jean Bullant, quest'ultimo curatore e restauratore dei castelli di Chantilly e di Écouen. Tra i suoi protetti ci fu anche il ceramista Masseot Abaquesne, anch'egli attivo presso il castello di Écouen.

## Discendenza
Anne Montmorency e Maddalena di Savoia ebbero dodici figli:
- François de Montmorency (1530 – 1579), primogenito e suo primo successore;
- Henri (1534 – 1614), che sostituì nella successione del casato il fratello François, morto senza eredi (1579);
- Charles
- Gabriel
- Guillaume;
- Eléonore andata sposa a François de La Tour d'Auvergne, furono genitori di Enrico de La Tour d'Auvergne, duca di Bouillon
- Jeanne, andata sposa a Luigi III de La Trémoille;
- Chaterine, andata sposa a Gilbert III de Lévis;
- Marie, andata sposa a Henri de Foix;
- Anne, badessa di la Trinité de Caen;
- Louise, badessa di Gercy;
- Madeleine, badessa di Caen dopo la sorella Anna e deceduta nel 1598.

Due dei suoi pronipoti furono anch'essi eminenti capi militari: Henri de La Tour d'Auvergne-Bouillon, visconte di Turenne e maresciallo di Francia (1611-1675) e Luigi II di Borbone-Condé, detto il Grand Condé (1621-1686).

## Stemma
| Image | Stemma |
| ----- | --- |
|       | Anne de Montmorency duca di Montmorency, connestabile e maresciallo di Francia, cavaliere dell'Ordine di San Michele |